# Kalaharicus elongatus
Kalaharicus elongatus är en insektsart som beskrevs av Brown, H.D. 1961. Kalaharicus elongatus ingår i släktet Kalaharicus och familjen Lentulidae. Inga underarter finns listade i Catalogue of Life.